# Notre-Dame-de-Bonne-Nouvelle (Locronan)

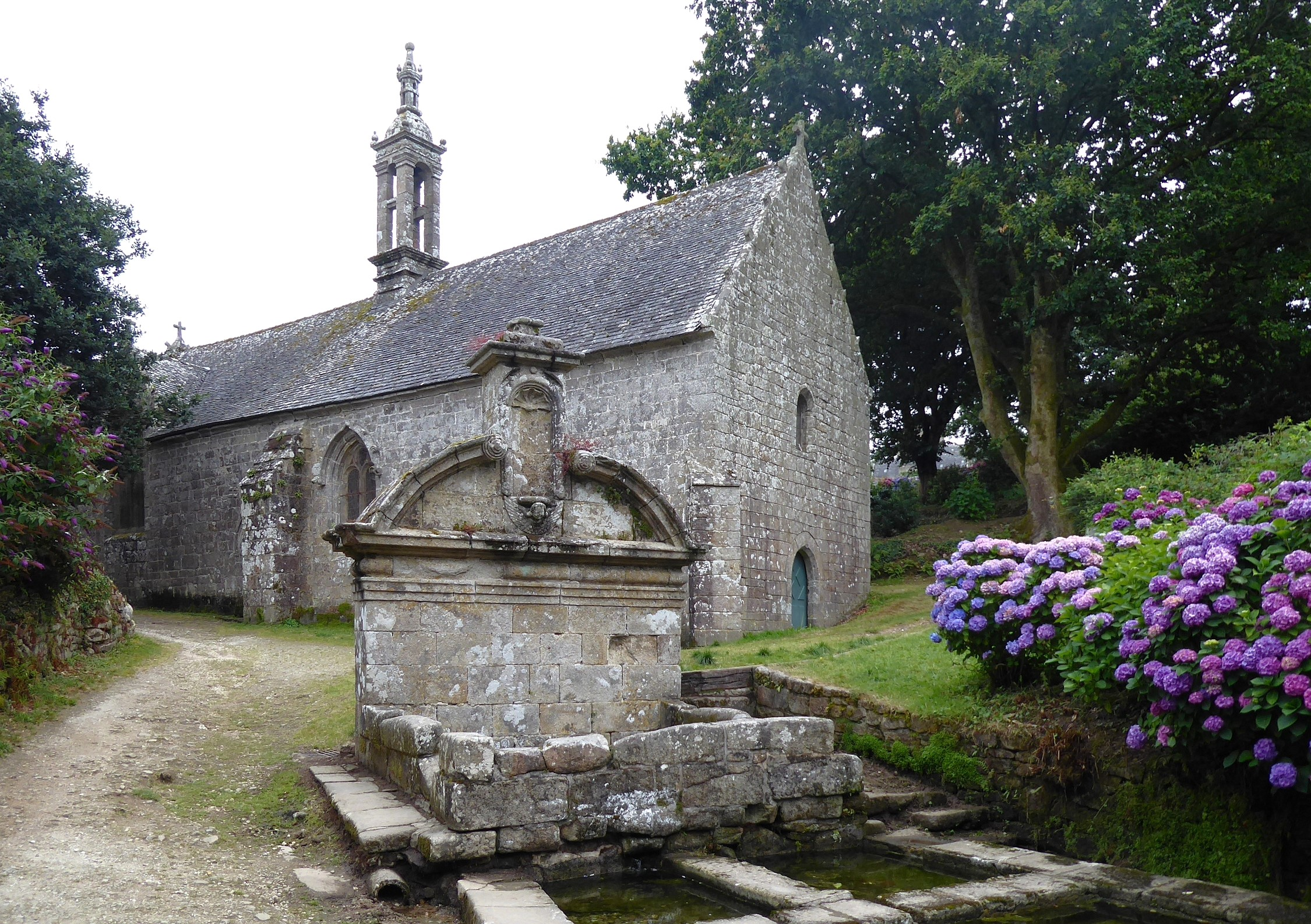
Notre-Dame-de-Bonne-Nouvelle mit der Quelle Notre-Dame

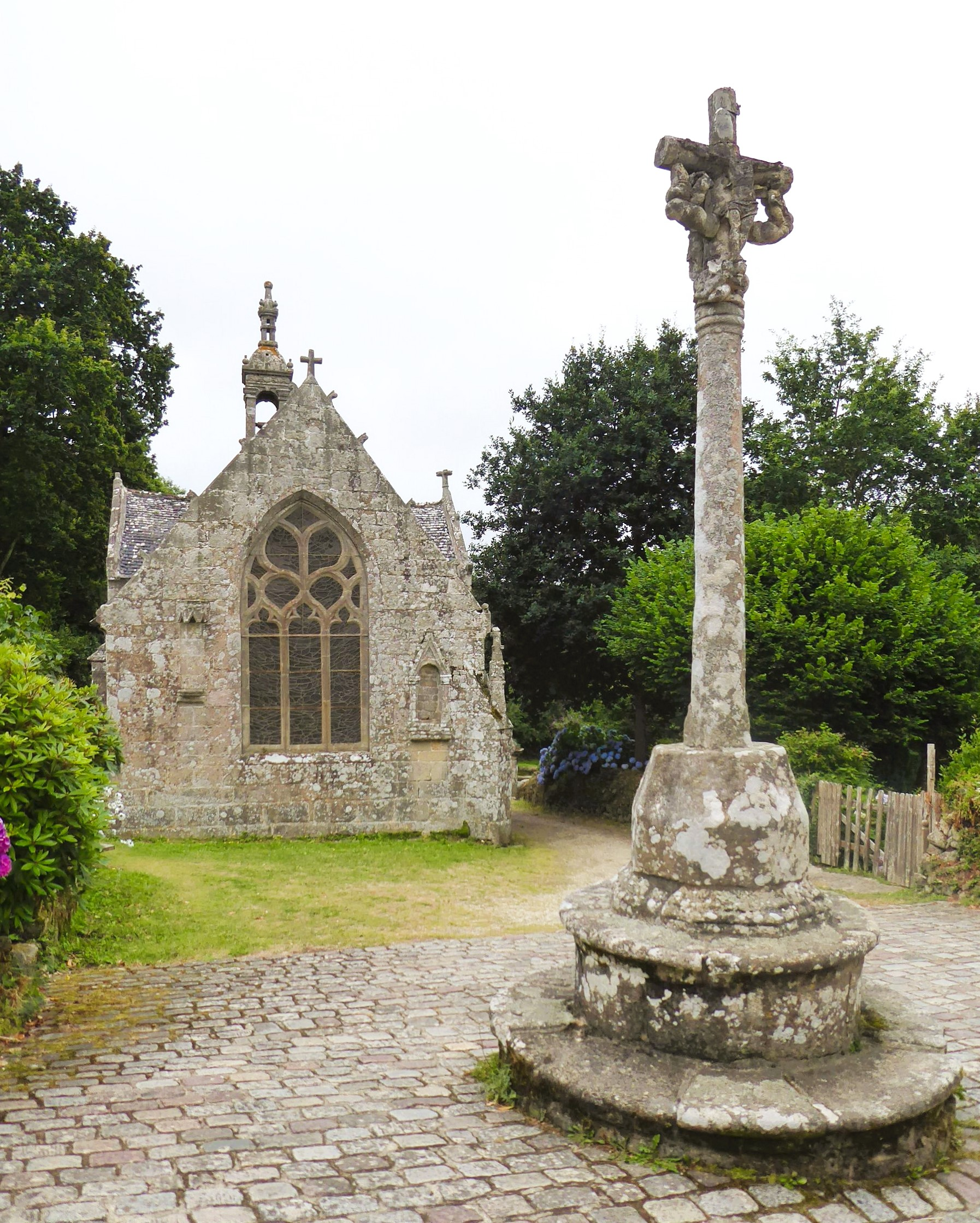
Der Kalvarienberg und der Chor der Kapelle

Notre-Dame-de-Bonne-Nouvelle (deutsch Unsere Liebe Frau von der frohen Botschaft) ist eine römisch-katholische Kapelle in Locronan im Département Finistère in der Bretagne. Die Kapelle ist seit 1915 als Monument historique klassifiziert, der Kalvarienberg und die Quelle auf dem Kirchhof sind seit 1926 denkmalgeschützt.

## Geschichte
Die Kapelle geht im Kern auf ein gotisches Bauwerk des 15. Jahrhunderts zurück. Der Bau wird im Testament von Jean Le Moine aus dem Jahr 1439 erwähnt. Das rechteckige, langgestreckte Gotteshaus wurde im 16. und 18. Jahrhundert umgebaut und erweitert. Es wird in der Mitte im Inneren durch einen großen, den Glockenturm tragenden Spitzbogen in zwei Teile geteilt. Der Glockenturm wird in das 18. Jahrhundert datiert. Er wurde aber möglicherweise mit dem großen benachbarten Brunnen und dem Kalvarienberg im Jahr 1698 errichtet.
Im Jahr 1723 wurde der Bildhauer Jean Mozin aus Quimper mit der Anfertigung eines Altarbildes beauftragt, das auf dem Hauptaltar der Kapelle angebracht werden sollte. Die Kapelle beherbergt die Statuen der Jungfrau Maria aus Stein (17. Jahrhundert), der Heiligen Dreifaltigkeit aus Stein (17. Jahrhundert), des heiligen Franziskus, des heiligen Bischofs Johannes und eine Kreuzabnahme aus Stein (16. Jahrhundert). Die Buntglasfenster wurden nach Zeichnungen des Malers Manessier im Jahr 1985 angefertigt.